# 哲人言行錄
《哲人言行錄》，或譯作《名哲言行錄》是第歐根尼·拉爾修撰寫的關於古希臘哲人們的傳記。全書用古希臘文寫成，成書時間大約在第一世紀半至第三世紀。

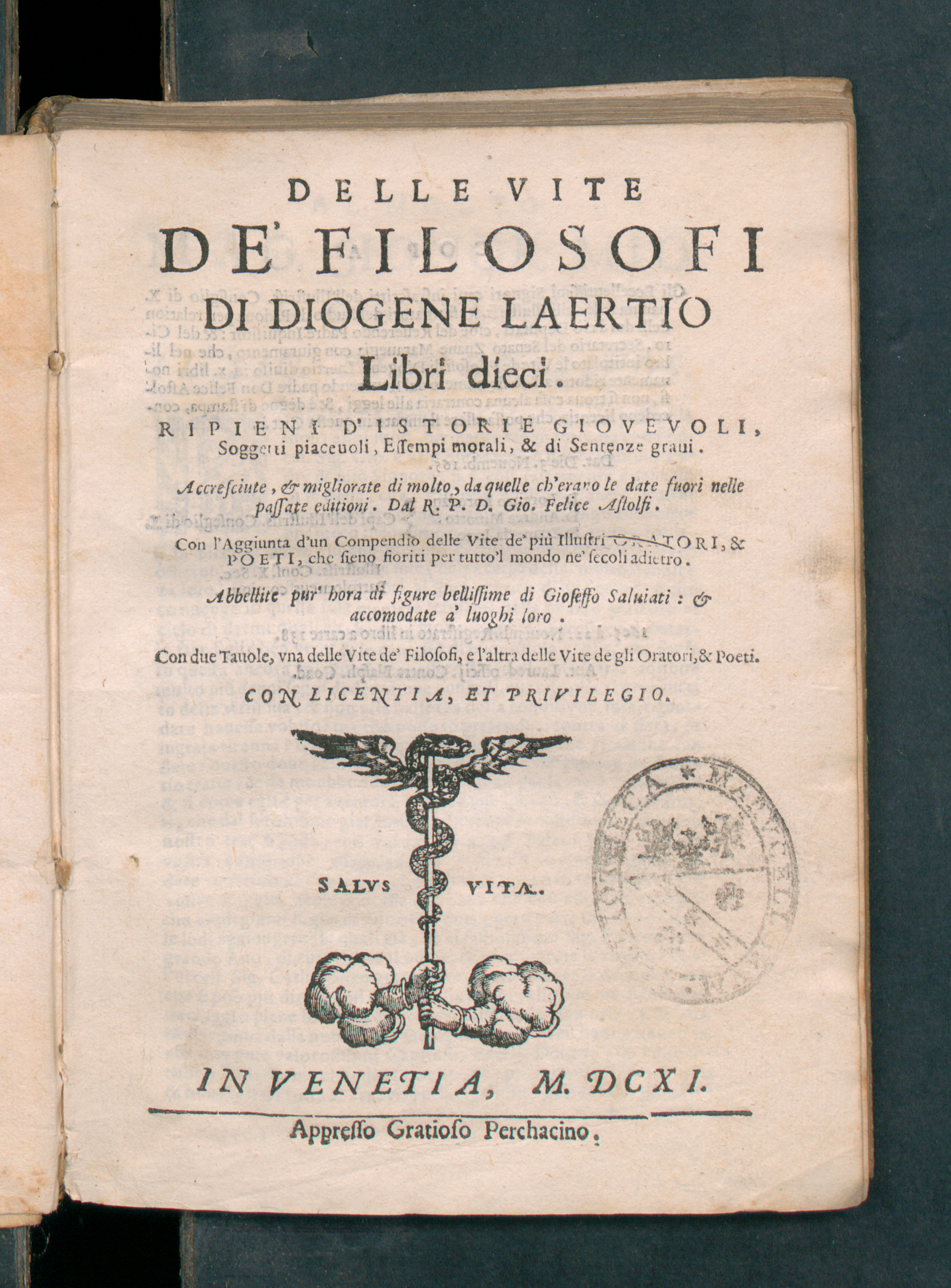
Delle vite dei filosofi, 1611

## 概況
《哲人言行錄》原書為古希臘文，講述的是古希臘哲學家的言行和生活。本書最初的手稿並沒有一個確定的標題，同時也出現了長度不同的各種版本。
雖然這本書充其量也是一本無批判性的和無哲理性的著作，但它的價值在於可是使我們瞭解到古希臘聖賢的個人生活。以至於蒙田在他的《隨筆集》裡寫下了“我很遺憾我們沒有十來個拉爾修的第歐根尼……我對這些人世賢哲的命運和生活感興趣，不亞於對他們形形色色的學說和思想。”另一方面，許多當代學者認為我們應該重視第歐根尼·拉爾修的《哲人言行錄》這本書，尤其是他的書中引用當時書籍原文的片段。有人說：“第歐根尼為我們研究古希臘哲學做出了很大的貢獻，因為許多經典著作的稿件和其它資料今天已經失傳了，但《哲人言行錄》這本書對那些著作原文的引用，恰巧為我們保存了一些已失傳了的著作的資料。”

## 著作構成
拉爾修寫作時按照伊奧尼亞學派和意大利學派將本書分成兩個大塊。關於這些先賢的傳記，以阿那克西曼德為開始，以克里托瑪庫斯、泰奧弗拉斯托斯和克律西波斯為結束。信件以畢達哥拉斯開始，以伊壁鳩魯結束。蘇格拉底學派以及它的各個分支，被歸入到伊奧尼亞的類別中。而埃利亞學派和皮浪主义被歸到義大利類別中。他同時包含了他獨特的韻文，儘管形勢很呆板，但內容還是與那些哲學家以及他們的言論有關的。
| 卷一至卷七：伊奧尼亞學派 |
| 卷一：古希臘七賢 |
| 泰勒斯, 梭倫, 契羅, 庇塔碦斯, 畢亞斯, 克留勃拉, 佩里安德, 阿那卡雪斯, 邁森, 埃庇米尼得斯, 菲勒塞德斯                                                                           |
| 卷二：蘇格拉底以及它的前輩和後生 |
| 阿那克西曼德, 阿那克西美尼, 阿那克萨哥拉, 阿爾克勞, 蘇格拉底, 色诺芬, 伊司契尼斯, 阿瑞斯提普斯, 斐多, 美加垃的歐幾里德, 斯提爾波, 克利托, 西蒙, 格老孔, 西米亞, 凱貝, 美涅德謨 |
| 卷三：柏拉圖 |
| 柏拉圖 |
| 卷四：柏拉圖主義學院 |
| 斯珀西波斯, 色諾克拉底, 波萊蒙, 克拉特斯, 克朗托, 阿塞西劳斯, 比昂, 拉居得, 卡爾涅阿德斯, 克里托瑪庫斯                                                                         |
| 卷五：逍遙學派 |
| 亞里士多德, 泰奧弗拉斯托斯, 斯特拉圖, Lyco, 底馬特亞斯, 赫拉克利德斯·彭提烏斯                                                                                                  |
| 卷六：犬儒學派 |
| 安提西尼, 锡诺普的第欧根尼, 摩尼穆斯, 歐奈西克瑞塔斯, 底比斯的克拉特斯, 梅特克勒斯, 馬若尼依亞的希帕嘉, 邁尼普斯, 美內特木                                                     |
| 卷七：斯多亞學派 |
| 季蒂昂的芝诺, 阿里斯托, 赫里洛斯, 狄奧尼修, 克理安德, 史菲鲁斯, 克律西波斯 |
| 卷八至卷十：意大利哲學 |
| 卷八：畢達哥拉斯 |
| 畢達哥拉斯, 恩培多克勒, 埃庇卡摩斯, 阿爾希塔斯, 阿爾克莽, 希帕索斯, 菲洛劳斯, 尤得塞斯                                                                                         |
| 卷九：其它學派（如埃利亞學派, 原子論學派, 皮浪主义, 等。） |
| 赫拉克利特, 色诺芬尼, 巴门尼德, 麦里梭, 埃利亚的芝诺, 留基伯, 德谟克利特, 普罗泰戈拉, 阿波羅尼亞的第歐根尼, 亞納其珠, 皮浪, 弗利奧斯的提蒙                                     |
| 卷十：伊壁鸠鲁 |
| 伊壁鸠鲁 |

其中卷五不完整，在講述克律西波斯的生活時內容突然中斷，該卷其後部份已佚。根據一份抄本的目錄（抄本P），該書計劃包含塔爾蘇斯的芝諾, 第歐根尼, 阿波羅多羅斯, 波埃修, Mnesarchides, Mnasagoras, Nestor, Basilides, Dardanus, Antipater, Heraclides, Sosigenes, Panaetius, Hecato, Posidonius, Athenodorus；還有Athenodorus, Antipater, Arius；以及Cornutus。
整個卷十都在致力敘述伊壁鳩魯，其中包含伊壁鳩魯寫的解釋他的學說的三封長信。
他主要刻畫了Favorinus和Diocles of Magnesia，但是他的書中不是直接就是間接地也寫了Antisthenes of Rhodes, Alexander Polyhistor, and Demetrius of Magnesia，而且也絲毫不遜於這些人物Hippobotus, Aristippus, Panaetius, Apollodorus, Sosicrates, Satyrus, Sotion, Neanthes, and Hermippus。 根據十四世紀的《De vita et moribus philosophorum》中的一份假冒沃爾特伯利的陳述，第歐根尼當時似乎還想在《哲人言行錄》中囊括更多哲學家的事蹟。

## 手抄版本
雖然目前已經沒有特別原始的手抄版本了，但現存的手抄版本仍有好幾種。它們都是來源於一個母本，因為這幾個傳抄本的卷七同樣都不完整。 目前最有價值的三個手抄版本是抄本B、抄本P和抄本F。抄本B（《波旁尼克手抄本》）是於十二世紀抄寫的，現存放於那不勒斯國家圖書館。 抄本P（巴黎）和抄本F（佛羅倫斯）的成書時間大概比別的抄本晚。
該書在早期似乎已經有了一些拉丁文譯本，但這些譯本都沒有流傳下來。一個第十世紀的作品Tractatus de dictis philosophorum顯示了一些有關戴奧真尼斯的內容。 , 現今已知Henry Aristippus在第十二世紀曾經至少將本書的一部份翻譯成了拉丁文。另外，一位生活在第十四世紀的今姓名已不可考的作家利用拉丁文譯本來完成他的De vita et moribus philosophorum工程。（以前誤以為Walter Burley撰）。

## 印刷版本

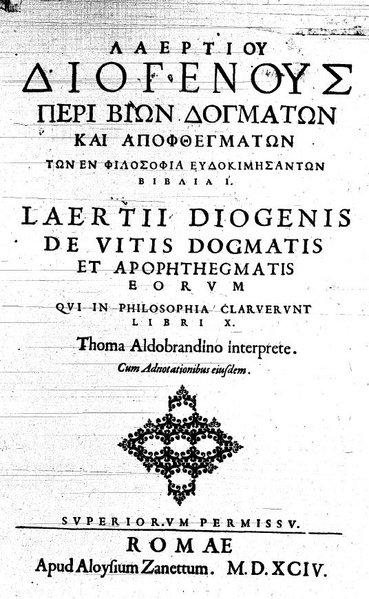
一個希臘文和拉丁文印刷版本的該書的封面。1594年

本書的第一個印刷版本是一個拉丁文譯本。由Ambrogio Traversari在1432年之前印出。 在一四九七年，本書中敘述亞里士多德和泰奧弗拉斯的希臘文的內容最早出現於奧爾代的《亞裏士多德》的第三卷。至於希臘文的完整版本，曾由Hieronymus Froben於一五三三年出版。
該書的第一個全文注疏兼校刊本由by H.S. Long撰寫並收錄在牛津古典文庫內，直到一九六四年方才出版亮相。 這個版本被在一九九九和二〇〇二年間由Miroslav Marcovich出版的Teubner版本所取代。最新的版本是由Tiziano Dorandi撰寫，並由劍橋大學出版社出版的。（見T. Dorandi的《Laertiana》，由柏林沃爾特·德·格魯伊特出版社出版，二〇〇九年。）。

## 英文譯本
目前有三種完整版的英文譯本。其一是在十七世紀晚期由十個人合夥翻譯的。 一個更好的版本是由Charles Duke Yonge於一八五三年翻譯的， 但是儘管該版本較為貼近原意，然而仍然存在一些與原文意思不同的地方。 Robert Drew Hicks於一九二五年為Loeb Classical Library翻譯的版本，為目前奠定的底本，儘管他在翻譯時對原文略有刪改。

## 外部連結
- Diogenes Laërtius, Lives of Eminent Philosophers, Volume 2, at the 互联网档案馆, translated by Robert Drew Hicks (1925)
- Diogenes Laërtius, Lives and Opinions of Eminent Philosophers, translated by Charles Duke Yonge (1853)
- Ancient Greek text of Diogenes' Lives（页面存档备份，存于）
- Article on the Manuscript versions（页面存档备份，存于） at the Tertullian Project
- A bibliography on the Lives and Opinions of Eminent Philosophers（页面存档备份，存于）